# Introducción a la genética
La genética es el estudio de los genes, lo que son y cómo funcionan, siendo las unidades dentro de una célula que controlan la forma en que viven los organismos y heredan rasgos (llamados caracteres biológicos y que es una característica) de sus antepasados; por ejemplo, los niños, producidos por la reproducción sexual, por lo general se parecen a sus padres porque ellos han heredado los genes 50% de cada padre. La genética trata de identificar qué características se heredan, y explicar cómo estas características pasan de generación en generación.
Algunos rasgos son parte de la apariencia física de un organismo; como una persona con ojos de cierto color, la altura y/o el peso. Otros tipos de rasgos no son tan fáciles de ver e incluyen los tipos de sangre o la resistencia a las enfermedades. La forma en que nuestros genes y el entorno interactúan para producir un rasgo puede ser complicado. Por ejemplo, el diseño general de las rayas de un tigre se hereda, mientras que el patrón de rayas de tigre en una persona está influenciado por factores ambientales que son difíciles de determinar.
Los genes están hechos de una gran molécula llamada ADN, la cual es dividida en pedazos separados que se llaman cromosomas. Los seres (humano)s tienen 46: 23 pares, aunque este número varia entre las especies , por ejemplo muchos primates tienen 24 pares. Meiosis es un proceso lo cual crea células especiales, esperma en machos y huevos en hembras, los cuales solo contienen 23 cromosomas y es solo cuando los dos células se fusionan en una célula, que se llama un cigoto, y donde el doble hélice divide, con cada hélice ocupando una de las células hijas, resulta la mitad del número normal de genes. El cigoto luego divide en cuatro células hijas, y en este tiempo ya se ha ocurrido la recombinación genética, creando un nuevo embrión con 23 pares de cromosomas, la mitad de cada padre. Apareamiento y el resultante escogimiento de pareja crean la selección sexual. La división de células normal (mitosis) se hace posible cuando la doble hélice separa, y un complemento de cada mitad separada está hecho, resulta en dos doble hélices idénticas en una célula, con cada una ocupando una de las nuevas células creada cuando se divide la madre célula.
ADN que se copia y se hereda a través de generaciones. Todos contienen cuatro nucleótidos, abreviados como C (citosina), G (guanina), A (adenina), o T (timina) los cuales se alinean en una secuencia particular y hacer una cuerda larga dentro de esta larga molécula. Existen dos cuerdas de nucleótidos enrollados el uno por el otro en cada cromosoma. C en una cuerda siempre se opone a G en la otra; A siempre se opone a T. Existen más o menos 3,2 billones de pares de nucleótidos en todas las cromosomas: este es el genoma humano. La orden de los nucleótidos lleva la información genética, el lenguaje utilizado por el ADN, semejante a cómo el orden de las letras en una página de texto llevan la información. Mientras tanto el  el código genético, que permite a la maquinaria genética leer la información de los genes. Tres de los nucleótidos en una hilera  - un tripletes - lleva una unidad de información: un codón.
La heredabilidad es cuando información dentro de un gen particular no siempre es exactamente la misma entre un organismo y otro, de modo que diferentes copias de un gen no siempre dan exactamente las mismas instrucciones. Cada forma única de un solo gen se denomina alelo. Como ejemplo, un alelo para el gen del color de cabello puede instruir al cuerpo a producir una gran cantidad de pigmento, produciendo el pelo negro, mientras que un alelo diferente del mismo gen podría dar instrucciones confusas que fallan para producir cualquier pigmento, dando el pelo blanco. Las mutaciones son cambios aleatorios en los genes, y pueden crear nuevos alelos. Las mutaciones también pueden producir nuevos rasgos, tales como cuando las mutaciones a un alelo para el pelo negro producen un nuevo alelo para el pelo blanco. Esta aparición de nuevos rasgos es importante en la evolución.

## La herencia en la biología

### Genes y herencia

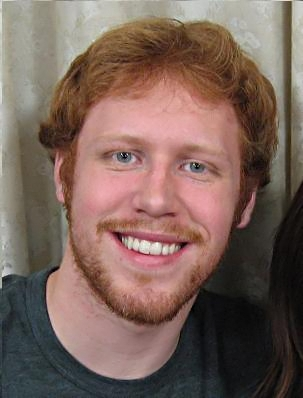
El pelo rojo es un rasgo recesivo.

Los genes se heredan como unidades de dos padres que dividen copias de sus genes a su descendencia. Este proceso puede ser comparada con la mezcla de dos manos de cartas. Los seres humanos tienen dos copias de cada uno de sus genes, y hacen copias que se encuentran en los óvulos o el esperma, pero que solo incluyen una copia de cada tipo de gen. Un óvulo y un espermatozoide se unen para formar un conjunto completo de genes. El niño finalmente tiene el mismo número de genes que sus padres. Para cualquier gen, una de sus dos copias viene de su padre y la otra de su madre.
Los efectos de esta mezcla depende de los tipos (los alelos) del gen. Si el padre tiene dos copias de un alelo para el cabello rojo, y la madre tiene dos copias de cabello castaño, todos sus hijos obtener los dos alelos que dan instrucciones diferentes, uno para el pelo rojo y uno para el marrón. El color del pelo de estos niños depende de la forma en que estos alelos trabajan juntos. Si un alelo anula las instrucciones de otro, se le llama el alelo dominante, y el alelo que está anulado se denomina alelo recesivo. En el caso de una hija con alelos para ambos el pelo rojo y marrón, marrón es dominante y ella termina con el pelo marrón.
A pesar de que el alelo de color rojo todavía está allí en esta chica de pelo castaño, éste no se muestra. Esta es una diferencia entre lo que se ve en la superficie (los rasgos de un organismo, llamado fenotipo ) y los genes dentro del organismo (genotipo). En este ejemplo, usted puede llamar al alelo para marrón "B" y el alelo para el rojo "b". (Es normal para escribir los alelos dominantes con letras mayúsculas y los recesivos con letras minúsculas.) La hija de pelo marrón tiene el "fenotipo pelo castaño", pero su genotipo es Bb, con una copia del alelo B y una copia del alelo b.
Ahora imagine que esta mujer crece y tiene hijos con un hombre de pelo castaño, que también tiene un genotipo Bb. Sus hijos serán una mezcla de los dos tipos, uno de clasificación que contiene el alelo B, y uno del alelo b. Del mismo modo, su pareja va a producir una mezcla de dos tipos de esperma que contiene uno o el otro de estos dos alelos. Cuando los genes transmitidos se unen en su descendencia, estos niños tienen la oportunidad de conseguir el pelo marrón o rojo, ya que podrían obtener un genotipo de BB = cabello castaño, Bb = pelo marrón o bb = pelo rojo. En esta generación por lo tanto, no es una posibilidad que el alelo recesivo se muestre en el fenotipo de los niños, algunos de ellos sí pueden tener el pelo rojo como su abuelo.
Muchos rasgos se heredan de una manera más complicada que el ejemplo anterior. Esto puede suceder cuando hay varios genes implicados, cada uno contribuyendo con una pequeña parte al resultado final. Las personas altas tienden a tener hijos altos debido a que sus hijos reciban un paquete de muchos alelos que contribuyen cada uno un poco a lo que crecen. Sin embargo, no hay grupos claros de "personas de baja estatura" y "gente alta", al igual que hay grupos de personas con el pelo marrón o rojo. Esto es debido al gran número de genes implicados; esto hace que el rasgo muy variable y muchas personas son de diferentes alturas. A pesar de un error muy común, los rasgos de los ojos verdes / azules también se heredan en este modelo de herencia compleja. La herencia también puede ser complicada cuando el rasgo depende de la interacción entre la genética y el medio ambiente. Por ejemplo, la desnutrición no cambia rasgos como el color de los ojos, pero puede impedir el crecimiento.

### Las enfermedades hereditarias
Algunas enfermedades son hereditarias en las familias; otras, tales como enfermedades infecciosas, son causadas por el medio ambiente. Otras enfermedades provienen de una combinación de los genes y el medio ambiente. Los trastornos genéticos son enfermedades que son causadas por un solo alelo de un gen y se heredan en las familias. Estos incluyen la enfermedad de Huntington, la fibrosis quística o la distrofia muscular de Duchenne . La fibrosis quística, por ejemplo, es causada por mutaciones en un solo gen llamado CFTR y se hereda como un rasgo recesivo.
Otras enfermedades están influenciadas por la genética, pero los genes que una persona recibe de sus padres solo cambian su riesgo de contraer una enfermedad. La mayoría de estas enfermedades se heredan de una manera compleja, ya sea con múltiples genes implicados, o procedentes de ambos genes y el medio ambiente. Como un ejemplo, el riesgo de cáncer de mama es 50 veces mayor en las familias con más riesgo, en comparación con las familias en menor situación de riesgo. Esta variación se debe probablemente a un gran número de alelos, cada uno cambiando el riesgo ligeramente. Varios de los genes han sido identificados, tales como BRCA1 y BRCA2 , pero no todos. Sin embargo, a pesar de que algunos de los riesgos son genéticos, el riesgo de este tipo de cáncer también se incrementó por el sobrepeso, beber mucho alcohol y no hacer ejercicio. el riesgo de cáncer de mama de una mujer, por tanto, viene de un gran número de alelos que interactúan con su medio ambiente, por lo que es muy difícil de predecir.

## ¿Cómo funcionan los genes?

### Los genes hacen proteínas
La función de los genes es proporcionar la información necesaria para hacer moléculas llamadas proteínas en las células. Las células son las partes independientes más pequeñas de los organismos: el cuerpo humano contiene alrededor de 100 billones de células, aunque organismos muy pequeños como bacterias son solo una única célula . Una célula es como una fábrica muy compleja en miniatura que puede hacer todas las piezas necesarias para producir una copia de sí misma, lo que ocurre cuando las células se dividen. Hay una simple división del trabajo en las células. Los genes dan instrucciones y las proteínas llevan a cabo estas instrucciones, tareas tales como la construcción de una nueva copia de una célula, o la reparación de los daños. Cada tipo de proteína es un especialista que solo hace un trabajo, por lo que si una célula tiene que hacer algo nuevo, debe hacer una nueva proteína para hacer este trabajo. Del mismo modo, si una célula tiene que hacer algo más rápido o más lento que antes, tiene al menos una proteína responsable de esta función. Los genes le ordenan a las células lo que deben hacer diciéndole a las proteínas lo que deben hacer y en qué cantidades.

Los genes se expresan al ser transcritos en ARN, y este ARN luego será traducido en una proteína.

Las proteínas se componen de una cadena de 20 tipos diferentes de aminoácidos. Esta cadena se pliega en una forma compacta, como una pelota ordenada de la cadena. La forma de la proteína está determinada por la secuencia de aminoácidos a lo largo de su cadena y es esta forma la que, a su vez, determina lo que hace la proteína. Por ejemplo, algunas proteínas tienen partes de su superficie que se adaptan perfectamente a la forma de otra molécula, permitiendo que la proteína se una a esta molécula fuertemente. Otras proteínas son enzimas, que son como pequeñas máquinas que alteran otras moléculas.
La información en el ADN está en la secuencia de las unidades de repetición a lo largo de la cadena de ADN. Estas unidades son cuatro tipos de nucleótidos (A, T, G y C) y la secuencia de nucleótidos almacena la información en un alfabeto llamados el código genético. Cuando un gen es leído por una célula de la secuencia de ADN, se copia en una molécula muy similar llamado ARN (este proceso se denomina transcripción). La transcripción es controlada por otras secuencias de ADN (por ejemplo, los promotores ), que muestran una celda donde están los genes, y controlan la frecuencia con que se copian. La copia de ARN a partir de un gen se transforma en proteína entonces a través de una estructura llamada ribosoma, lo que se traduce de la secuencia de nucleótidos en el ARN en la secuencia correcta de aminoácidos y se une a estos aminoácidos juntos para hacer una cadena de proteína completa. La nueva proteína luego se pliega en su forma activa. El proceso de mover la información desde el lenguaje de la ARN en el lenguaje de los aminoácidos se llama traducción.

La replicación del ADN. ADN se desarrolla y nucleótidos se emparejan para hacer dos nuevas cadenas.

Si la secuencia de los nucleótidos en un gen cambia, la secuencia de los aminoácidos en la proteína que produce también puede cambiar. Si se elimina parte de un gen, la proteína producida es más corta y no puede trabajar. Esta es la razón por la que diferentes alelos de un gen pueden tener diferentes efectos en un organismo. A modo de ejemplo, el color del pelo depende de la cantidad de una sustancia oscura llamada melanina que se agrega al pelo a medida que crece. Si una persona tiene un conjunto normal de los genes implicados en la fabricación de melanina, se hacen todas las proteínas necesarias y crece el pelo oscuro. Sin embargo, si los alelos para una proteína particular tienen diferentes secuencias y producen proteínas que no pueden hacer su trabajo, la melanina no se produce y la persona tiene la piel y el pelo blancos ( albinismo ).

### Los genes se copian
Los genes se copian cada vez que una célula se divide en dos células nuevas. El proceso de hacer copias de ADN se denomina replicación del ADN. Éste es un proceso similar al del niño que hereda los genes de sus padres, cuando una copia de la madre se mezcla con una copia del padre.
El ADN se puede copiar muy fácilmente y con precisión, ya que cada pieza de ADN puede dirigir la creación de una nueva copia de su información. Esto es porque el ADN se compone de dos hebras que se emparejan entre sí como los dos lados de una cremallera. Los nucleótidos están en el centro, al igual que los dientes de la cremallera, y se emparejan para mantener las dos cadenas juntas. Es importante destacar que los cuatro tipos diferentes de nucleótidos son de diferentes formas, por lo que para que las hebras puedan cerrar correctamente, una A de nucleótidos deben debe de unirse a una T de nucleótidos, y un G con a una C. Este emparejamiento exacto se llama apareamiento de bases.
Cuando se copia el ADN, las dos hebras del ADN antiguo son separados por las enzimas; cuando se emparejan con nuevos nucleótidos y se cierran. Esto produce dos nuevas piezas de ADN, que contiene cada una de las cadenas del ADN anterior y una cadena recién hecha. Este proceso no es perfecto, algunas veces las proteínas se adhieren a un nucleótido mientras que están construyendo y causan un cambio en la secuencia de ese gen. Estos cambios en la secuencia de ADN se llaman mutaciones. Las mutaciones producen nuevos alelos de genes. A veces estos cambios detienen el funcionamiento de ese gen o puden servir para otra función ventajosa, tal como los genes de melanina discutidos anteriormente. Estas mutaciones y sus efectos sobre las características de los organismos son una de las causas de la evolución.

## Los genes y la evolución

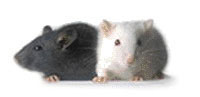
Ratones con diferente color de pelaje.

Una población de organismos evoluciona cuando un rasgo heredado se vuelve más común o menos común en el tiempo. En la selección natural, si un alelo hace que sea más probable para un organismo sobrevivir y reproducirse, con el tiempo este alelo se vuelve más común. Pero si un alelo es perjudicial, la selección natural hace que sea menos común. Por ejemplo, si la isla se está enfriando cada año y estaba cubierto de nieve durante gran parte del tiempo, entonces el alelo para la piel blanca se convertiría en útil para los ratones, ya que les haría más difícil ver contra la nieve. Menos de los ratones blancos serían comidos por los depredadores, por lo que con el tiempo los ratones blancos dejarían de ser competencia a los ratones con pelo oscuro. Alelos de piel blanca se vuelven más comunes, y los alelos de piel oscuros se volverían más raros. Los alelos se vuelven más o menos común, ya sea por casualidad (en un proceso llamado deriva genética ), o por medio de la selección natural.
Las mutaciones crean nuevos alelos. Estos alelos tienen nuevas secuencias de ADN y pueden producir proteínas con nuevas propiedades. Así que si una isla estaba poblada en su totalidad por los ratones negros, las mutaciones podrían suceder y crear alelos para la piel blanca. La combinación de mutaciones que crean nuevos alelos en la selección al azar, y natural escogen aquellos que son útiles, y hace que suceda la adaptación . Esto es cuando los organismos cambian en formas que les ayudan a sobrevivir y reproducirse.

## La ingeniería genética
Los rasgos de una persona provienen de los genes en la célula, poniendo una nueva pieza de ADN en una célula puede producir un nuevo rasgo. Así es como la ingeniería genética funciona. Por ejemplo, el arroz puede tener genes de un maíz y una de una bacteria base, por lo que el arroz produce beta-caroteno , que el cuerpo lo convierte en vitamina A. Esto puede ayudar a niños que sufren de deficiencia de vitamina A. Otro gen que proviene de la bacteria Bacillus thuringiensis;tiene el gen que produce una proteína que es un insecticida. El insecticida mata a los insectos que se alimentan de las plantas, pero es inofensivo para las personas. En estas plantas, los nuevos genes se ponen en la planta antes de que sea cultivada, por lo que los genes se encuentran en todas las partes de la planta, incluyendo sus semillas. las descendencias de la planta heredan los nuevos genes, por lo que ha causado preocupación por la propagación de nuevos rasgos en plantas silvestres.
El tipo de tecnología utilizada en la ingeniería genética también se está desarrollando para el tratamiento de las personas con trastornos genéticos en una técnica médica experimental llamada terapia genética. Sin embargo, aquí el nuevo gen se inserta después de que la persona ha crecido y se enferma, por lo que cualquier nuevo gen introducido no es heredado por sus hijos. La terapia génica funciona tratando de reemplazar el alelo que causa la enfermedad con un alelo que funciona correctamente.